# Ampelophaga
Ampelophaga là một chi bướm đêm thuộc họ Sphingidae.

## Các loài
- Ampelophaga dolichoides - (R. Felder, 1874)
- Ampelophaga khasiana - Rothschild, 1895
- Ampelophaga nikolae - Haxaire & Melichar, 2007
- Ampelophaga rubiginosa - Bremer & Grey, 1853
  - Ampelophaga rubiginosa fasciosa - Bremer & Grey, 1854
- Ampelophaga thomasi - Cadiou & Kitching, 1998

## Hình ảnh

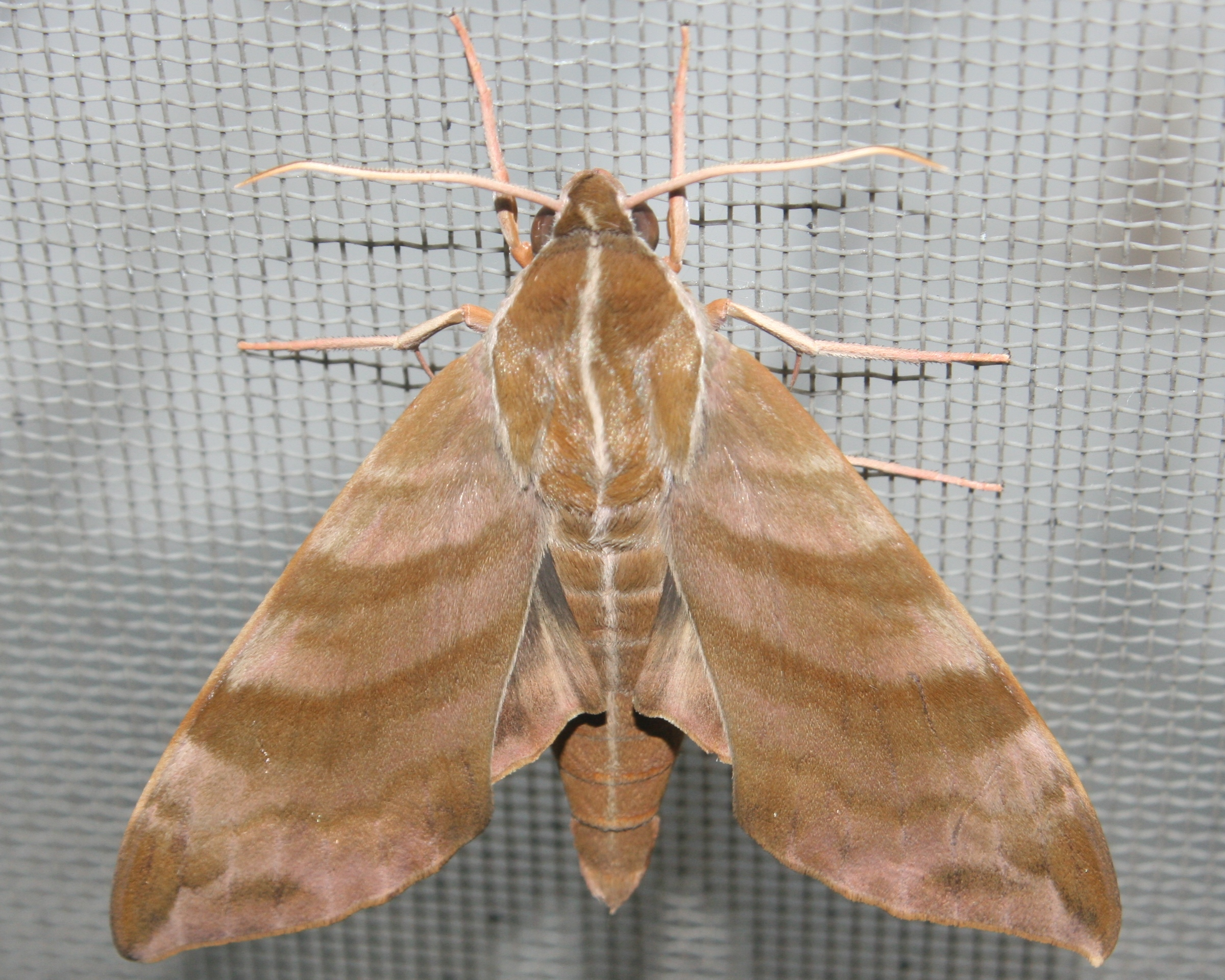